# K.O. (album)
K.O. je sedmé studiové album  Miroslava Žbirky, které v roce 1990 vydalo slovenské hudební vydavatelství Opus.

## Seznam skladeb
1. „C'est la vie“
2. „K.O.“
3. „Zabil som uprimnosť“
4. „Dotieravy deň“
5. „Let´s Make A Summer“
6. „Rozlúčka s budoucnosťou“
7. „Čo s láskou“
8. „Stretneme sa v nedeľu“
9. „Dievča z dobrých správ“
10. „Najlepšia pieseň“
11. „Krok sun krok blues“
12. „Mokré nočné snívanie“
13. „Boxer“